# 格萊爾巴赫河 (萊內河支流)
51°6′56.64″N 8°8′26.86″E / 51.1157333°N 8.1407944°E
格萊爾巴赫河（德語：Gleierbach），是德國的河流，位於該國西部，流經北萊茵-威斯特法倫州，屬於萊內河的右支流，河道全長5.1公里，流域面積10.1平方公里。